# BVG JK
BVG JK는 베를린 지하철에 도입될 예정인 소형 규격용 철도 차량이다. 대형 규격용 BVG J와 기술적으로 유사하며, 2022년에 시제차가 공개되었다.

## 도입
BVG에서는 구형 차량 폐차 및 열차 운행 편성 증가를 위해서 2016년 10월에 소형 규격 및 대형 규격용 신차 입찰을 시작했다. 30억 유로의 예산을 투입하여 소형 규격용으로는 440량, 대형 규격용으로는 1060량을 제작할 예정이었다. 알스톰, 슈타들러 레일, 지멘스와 봄바디어의 컨소시엄이 입찰했다. 2019년 5월 20일에 슈타들러가 낙찰되었으나, 알스톰이 이에 대한 이의를 제기했다. BVG에서 이의 제기를 거부한 결과 알스톰은 베를린 조달법원에 소를 제기했다. 2020년 3월 20일 BVG가 승리했고, J형과 JK형 차량은 슈타들러에서 제작되게 되었다.
JK형 차량 총 262량의 주문을 확정했고, 178량은 옵션 계약으로 설정했다. 2021년 여름 시의회 질의에 대한 답변에 의하면 2023년까지 초도 편성 16량이 반입될 예정이고 2022년에는 J형 4량 초도 편성이 반입될 예정이었다. 최대 40년 사용을 예정하고 있다. 차량은 슈타들러 팡코 공장에서 제작되며, 차량 제작을 위한 별도의 시설이 건설되었다. 슈타들러 측에서는 향후 32년간 부품 공급을 보장했다. 차량 제작 이후 독일 기술박물관에 선두차 목업이 전시되었다.
2024년 1월 11일에 올림피아슈타디온역에서 초도 편성 시연회가 진행되었다.

## 차량
JK형 차량은 2량과 4량 편성으로 제작되며, 편성 내 차량간 별도의 통로문이 없다. 각 편성 끝에는 운전대가 장착되어 있다. HK형 및 IK형 차량과는 다르게 2량 및 6량 편성으로의 운행이 가능하다. 1차분으로는 2량 편성 36편성, 4량 편성 17편성이 제작된다. 기존 IK형 차량을 기반으로 개발되었으며, 대형 규격 노선용 차량인 J형과 상당수 부품을 공유한다.
차체는 알루미늄으로 제작되었으며, 폭 1300 mm 출입문이 양쪽에 2개씩 장착된다. 출입문 개수 자체는 G형 차량과 동일하지만, 출입문 간격은 G형과는 차이가 있다. 출입문 사이에는 창문이 1매씩 장착되며, 창문 옆쪽으로 승객 안내 시스템이 장착된다. 승객 안내 시스템은 J형과 동일한 형태로 장착된다. 선두차에는 다목적 공간이 설치되어 있다.

## 참조
1. ↑  “Compact converter BORDLINE® CC750 DC for metro vehicles with 600/750/1500 V DC line voltage” (PDF) (영어). ABB 그룹. 2021년 11월. 2023년 4월 10일에 확인함.
2. ↑  “Stadler Rail J-JK series Metro for BVG Berlin” (영어). Traktionssysteme Austria. 2023년 4월 10일에 확인함.
3. ↑  “U-Bahn Berlin: Stadler und die BVG stellen erstes JK-Fahrzeug vor”. 《Urban Transport Magazine》 (독일어). 2022년 11월 11일. 2023년 3월 25일에 확인함.
4. 1 2  
Jörn Hasselmann (2019년 11월 14일). “Unterlegene Firma klagt gegen BVG-Auftragsvergabe”. 《Der Tagesspiegel》. ISSN 1865-2263. 2021년 12월 26일에 확인함.
5. ↑  
Jörn Hasselmann (2020년 3월 20일). “Kammergericht entscheidet für BVG und gegen Alstom”. 《Der Tagesspiegel》. ISSN 1865-2263. 2021년 12월 26일에 확인함.
6. 1 2  
“Abgeordnetenhaus Berlin: (XI) 3 Jahre Mobilitätsgesetz – Wat bewegt sich in Berlin? Der Ausbau des ÖPNV, Schriftliche Anfrage des Abgeordneten Sven Kohlmeier (SPD) vom 13. Juli 2021 und Antwort vom 28. Juli 2021; Drucksache 18/28164” (PDF). 2021년 7월 18일. 2021년 11월 11일에 확인함.
7. 1 2  
Jörn Hasselmann (2020년 8월 25일). “Wo die 1500 neuen U-Bahn-Wagen der BVG gebaut werden”. 《Der Tagesspiegel》. ISSN 1865-2263. 2021년 12월 26일에 확인함.
8. ↑  
“BVG stellt Vorführmodell der neuen U-Bahn-Baureihe vor”. 2021년 11월 11일에 확인함.
9. ↑  “Präsentation der neuen U-Bahn überrascht mit kuriosem Detail”. 《Berliner Morgenpost》 (독일어). 2024년 1월 11일. 2024년 1월 13일에 확인함.
10. 1 2 3 4  “U-BAHN VOM TYP JK (Datenblatt)” (PDF). 2021년 5월 11일에 원본 문서 (PDF)에서 보존된 문서. 2021년 11월 11일에 확인함.